# Srđan Andrić
Srđan Andrić (ur. 5 stycznia 1980 w Dubrowniku) – piłkarz chorwacki grający na pozycji defensywnego pomocnika.
Andrić piłkarską karierę zaczynał w Splicie, mieście oddalonym od jego rodzinnego miasta Dubrownika o około 170 kilometrów. Do pierwszego zespołu Hajduka Andrić trafił na początku sezonu 1999/2000. 19 lutego 2000 Andrić zadebiutował w pierwszej lidze chorwackiej w barwach Hajduka w wygranym 3:0 wyjazdowym meczu z NK Zagreb. W całym sezonie rozegrał 11 meczów ligowych, ale w lidze grał dopiero po zmianie trenera z Ivana Katalinicia na Ivicę Matkovicia, u którego Andrić grał w pierwszym składzie. W sezonie 2000/2001 Hajduk Split miał powody do świętowania, w tym także Andrić. Pomimo iż w regularnym sezonie prowadziło Dinamo Zagrzeb, to w mistrzowskiej fazie play-off Hajduk przegonił zarówno drugi wówczas NK Zagrzeb, jak i drugiego rywala z Zagrzeb i z przewagą dwóch punktów nad Dinamem wywalczył tytuł mistrza Chorwacji. Andrić w tym sukcesie miał pewien udział rozgrywając 20 meczów w sezonie i zdobywając jedną bramkę. Jednak kolejne dwa sezony przebiegały pod dyktando obu drużyn ze stolicy Chorwacji. W sezonie 2001/2002 mistrzostwo wywalczyło NK, a Hajduk został wicemistrzem kraju. Andrić rozegrał dobry sezon zdobywając 4 bramki. Natomiast w sezonie 2002/2003 prymat w kraju wywalczyło Dinamo i po raz drugi z rzędu Andrić pomógł Hajdukowi jedynie w wywalczeniu wicemistrzostwa. Sezon 2003/2004 był dla Andricia jak na razie ostatnim w ojczyźnie, ale udało mu się po raz drugi w karierze wywalczyć mistrzostwo Chorwacji. Trzeba także dodać, że podczas pobytu w Hajduku Andrić ma na koncie także dwukrotne zdobycie tamtejszego pucharu (2000, 2003). Po sezonie, latem 2004 Andrić przeszedł do greckiego Panathinaikosu AO. W Panathinaikosie Andrić jednak przez dwa sezony nie potrafił wywalczyć miejsca w składzie i w lidze rozegrał tylko 26 meczów, zdobywając 1 gola.
W reprezentacji Chorwacji Andrić zadebiutował za kadencji Otto Baricia, 27 marca 2002 roku w zremisowanym 0:0 meczu z reprezentacją Słowenii. Swój drugi i jak na razie ostatni mecz w kadrze rozegrał 9 lutego 2003 roku, kiedy to Chorwaci zremisowali z Macedonią, a Andrić zdobył jedną z bramek.

## Kariera
| Sezon   | Klub             | Kraj      | Rozgrywki               | Mecze | Bramki |
| ------- | ---------------- | --------- | ----------------------- | ----- | ------ |
| 1999/00 | Hajduk Split     | Chorwacja | Prva HNL                | 11    | 0      |
| 2000/01 | Hajduk Split     | Chorwacja | Prva HNL                | 20    | 1      |
| 2001/02 | Hajduk Split     | Chorwacja | Prva HNL                | 25    | 4      |
| 2002/03 | Hajduk Split     | Chorwacja | Prva HNL                | 26    | 2      |
| 2003/04 | Hajduk Split     | Chorwacja | Prva HNL                | 21    | 2      |
| 2004/05 | Panathinaikos AO | Grecja    | Alpha Ethniki           | 10    | 0      |
| 2005/06 | Panathinaikos AO | Grecja    | Alpha Ethniki           | 13    | 1      |
| 2006/07 | Panathinaikos AO | Grecja    | Alpha Ethniki           |       |        |
|         |                  |           | Łącznie w Prva HNL      | 103   | 9      |
|         |                  |           | Łącznie w Alpha Ethniki | 23    | 1      |